# Ariodante Fabretti
Ariodante Fabretti, född 1 oktober 1816 i Perugia, död 15 september 1891 i Turin, var en italiensk historiker och filolog. 
Fabretti blev 1868 professor och direktör för fornsaksmuseet i Turin. Han var verksam som forskare på den italienska medeltidshistoriens område och såsom etruskolog, varjämte han utgav Corpus inscriptionum italicarum antiquioris ævi (1867), som åtföljdes av flera supplement, samt filologiska och arkeologiska arbeten.